# 铁力林业局
铁力林业局是一个位于中华人民共和国黑龙江省伊春市铁力市的类似乡级单位，亦是黑龙江伊春森工集团所属的一个林业局。
铁力林业局位于小兴安岭西南坡。施业区总面积为204234万公顷。总人口7.4万人。

## 行政区划
铁力林业局下辖以下单位：
东方红林场、茂林河林场、卫东林场、向阳林场、北关农场、九连林场、泥河营林所、黑河营林所、卫星营林所、红旗营林所、兴安林场、西北河营林所、鹿鸣林场、丰林林场、马永顺林场、建设营林所、三屯农牧良种场、五花农场、红光农场、泥河农场。